# Paulogramma eunomia
Paulogramma eunomia (ex Callicore, agora Paulogramma) é uma borboleta neotropical da família Nymphalidae que se distribui pela Colômbia, Venezuela, Guiana, Brasil, Bolívia, Peru e Equador. Foi catalogada como Catagramma eunomia em 1853 por William Chapman Hewitson. Apresenta, vista por baixo, asas posteriores com coloração predominantemente amarela e marcações similares a um 08 (quando o inseto está voltado para a esquerda) ou 80 (quando o inseto está voltado para a direita), sendo toda a numeração envolta em uma circunferência negra. Possui contornos em azul claro na borda das asas anteriores e contornos da mesma tonalidade, margeados de negro, próximos à borda das asas posteriores. A "numeração" também apresenta o interior azul claro. Em vista superior, a espécie apresenta as asas anteriores com superfície negra e áreas em vermelho, próximas ao corpo do inseto, e pequena pontuação branca e algumas marcas azuis no topo das asas; com as asas posteriores apresentando marcas azuis metálicas próximas à sua borda inferior. A subespécie eunomia apresenta coloração alaranjada na face superior e inferior e, em alguns exemplares, as marcações das asas inferiores são fortemente enegrecidas (considerada como uma forma rara da espécie, confluens, encontrada no Peru e descrita por Oberthür em 1916).

## Hábitos
Adultos de Paulogramma eunomia sugam frutos em fermentação e minerais dissolvidos da terra encharcada, podendo ser encontrados em ambiente de floresta tropical e floresta de altitude, entre 200 e 1.600 metros. São geralmente solitários. Possuem voo rápido e poderoso em distâncias curtas.

## Subespécies
Paulogramma eunomia possui cinco subespécies:
- Paulogramma eunomia eunomia - Descrita por Hewitson em 1853, de exemplar proveniente do Equador (com a maioria de suas formas, incluindo confluens,[14] descritas por Oberthür em 1916, no Peru).[13][11]
- Paulogramma eunomia incarnata - Descrita por Röber em 1915, de exemplar proveniente da Bolívia.
- Paulogramma eunomia valeriae - Descrita por Neild em 1996, de exemplar proveniente da Venezuela.
- Paulogramma eunomia ferrerorum - Descrita por Attal em 2000, de exemplar proveniente da Venezuela.
- Paulogramma eunomia alani - Descrita por Attal & Crosson du Cormier em 2003, de exemplar proveniente da Venezuela.